# Josep Baselga i Torres
Josep Baselga i Torres (Barcelona, 3 de juliol de 1959 - Baixa Cerdanya, 21 de març de 2021) fou un oncòleg català. Doctor en Medicina i Cirurgia, catedràtic de medicina de la universitat Autònoma de Barcelona i president del Comitè Científic del Vall d'Hebron Institut d'Oncologia (VHIO) de Barcelona. Des de setembre de 2010 ho va compatibilitzar amb la direcció de la Divisió d'Oncologia de l'Hospital General de Massachusetts (MGH), dependent de la Universitat Harvard. Va treballar des de 2019 a l'empresa AstraZeneca com a cap de recerca i desenvolupament del departament d'oncologia.

## Biografia
Fill del metge Manel Baselga Monte i de la infermera Esther Torres, la família va anar a viure a Montbau, on el seu pare hi havia col·laborat en la construcció del barri com a metge higienista. Llicenciat en Medicina el 1982 per la Universitat Autònoma de Barcelona. Va obtenir el grau de doctor amb premi extraordinari el 1992. Fou Cap de Servei del Departament d'Oncologia Mèdica, Hematologia i Oncologia  Radioteràpica de l'Hospital Universitari Vall d'Hebron de Barcelona del 1996 al 2010, i des del 2000 membre de la Junta Directiva de l'Institut de Recerca Vall d'Hebron.
El març de 2010 va acceptar la proposta de la Universitat Harvard per dirigir, a partir de setembre de 2010, la divisió d'oncologia-amb més de 100 investigadors-al MGH (Massachusetts General Hospital), a Boston, Estats Units, que va fer del 2010 al 2013. Ho va compatibilitzar amb la presidència del Comitè Científic del Vall d'Hebron Institut d'Oncologia (VHIO) - Hospital Universitari Vall d'Hebron - de Barcelona. La proposta per al seu nomenament va partit del director del MGH Bruce Chabner.
El 5 de setembre de 2011 es va comunicar que exerciria de "Physician-in-chief", el que vindria a ser director mèdic però amb competències més àmplies, a partir l'1 de gener de 2013 en l'hospital Memorial Sloan-Kettering de Nova York; considerat el millor centre del món en recerca oncològica. El va dirigir fins al 2018, quan va dimitir per un conflicte d'interessos amb la indústria farmacèutica. Era membre de l'Associació Americana d'Investigació del Càncer (AACR).
El 2012 rep de l'Ajuntament de Barcelona la Medalla d'Honor, per una brillant carrera en el camp de l'oncologia, avalada per importants avenços científics, i el 2016 rep el XXVIII Premi Internacional Catalunya, concedit per la Generalitat de Catalunya a tres científics catalans per la seva tasca a escala mundial en la investigació sobre el càncer: els doctors Josep Baselga, Manel Esteller i Joan Massagué.
El 2019 esdevingué conseller delegat d'AstraZeneca per posicionar-se amb els fàrmacs oncològics. Tenia la seva base de treball a Gaithersburg, Maryland, a Washington. Gestionava un pressupost superior als 2.400 milions de dòlars anuals.

## Premis i reconeixements
- 1989 First Prize. Annual Research Competition for Residents, Department of Medicine. State University of New York, Health Sciences Center at Brooklyn.[2]
- 1990-1991 Lederle Scholar in Clinical Oncology. Memorial Sloan-Kettering Cancer Center
- 1992 Travel Award. American Society of Clinical Oncology (ASCO).
- 1992-1993 Young Investigator Award. American Society of Clinical Oncology (ASCO).
- 1992-1994 Clinical Scholar Grant in Biomedical Research. Sloan-Kettering Institute.
- 1994-1997 Career Development Award. American Society of Clinical Oncology (ASCO).
- 1999 Young Investigator Award. American Association for Cancer Research (AACR).
- 2002-2006 Brystol-Myers Squibb Unrestricted Cancer Grant Award.
- 2003 Honorary Membership Award. The European Society for Therapeutic Radiology and Oncology (ESTRO).
- 2004 Waun Ki Hong Visiting Professorship. UTMD Anderson Cancer Center.
- 2004 Distinguished Alumni Award. 29th Annual Alumni Society Meeting. Memorial Sloan-Kettering Cancer Center.
- 2004 Elected Member. American Society of Clinical Investigation (ASCI).
- 2005 Annual Award. European Society of Medical Oncology (ESMO).
- 2005 Professional Excellence Award in Biomedicine Research. Barcelona College of Physicians.
- 2006 Premi La Clau de la Ciutat de Barcelona
- 2006 Michael Clavel Lecture Award. 18th EORTC-NCI-AACR Symposium on Molecular Targets and Cancer Therapeutics.
- 2006 San Salvatore Prize 2006. San Salvatore Foundation.
- 2007 American- Italian Cancer Foundation (AICF) Prize for Scientific Excellence in Medicine.
- 2008 Orden Civil de Sanidad en su categoría de Comendador de Número pel Ministerio de Sanidad, Política Social e Igualdad de España.
- 2008 American Association for Cancer Research (AACR)-Rosenthal Family Foundation Award.
- 2008 Statesman Award. American Society of Clinical Oncology (ASCO).
- 2008 Premi Rei Jaume I a la Investigació Mèdica
- 2016 XXVIII Premi Internacional Catalunya